# Voiture unifiée de service intérieur
Die Voitures unifiées de service intérieur (deutsch Einheitswagen für den Inlandverkehr), kurz Voitures USI, waren Reisezugwagen der SNCF, die von 1961 bis 2008 im Inlandsverkehr eingesetzt wurden.

## Geschichte
Die USI-Wagen wurden von der Division des Etudes des Voitures (DEV) entworfen, die nach der Gründung der SNCF für die Entwicklung der zukünftigen Reisezugwagen zuständig war. Von 1961 bis 1974 bauten die Ateliers de construction du Nord de la France (ANF) 803 USI-Wagen, davon 194 Wagen der 1. Klasse und 609 Wagen der 2. Klasse. Sie wurden zunächst als Ergänzung zu den UIC-Y-Wagen in den Schnellzügen auf den Hauptstrecken eingesetzt, wo sie in den 1990er Jahren durch die neu gelieferten klimatisierten Corail-Wagen ersetzt wurden. Einige gut erhaltene USI-Wagen wurden für den Regionalverkehr umgebaut. Es gab verschiedene Umbauten, hauptsächlich Deklassierungen von Wagen der 1. Klasse. Verschiedene TER-Gesellschaften übernahmen Wagen und ließen sie renovieren. Die letzten Wagen wurden 2008 ausrangiert, hauptsächlich wegen mangelndem Komfort.
Einige Wagen wurden ins Ausland verkauft. 1995 übernahm die SNCB einige Wagen für den Regionalverkehr und gab ihnen die Bezeichnung K4. Von 1999 bis 2001 wurden sie an die NS in den Niederlanden vermietet. Andere Wagen wurden nach Afrika verkauft. So erhielten Senegal und Mali USI-Wagen, die auf Meterspur umgespurt wurden. Im Jahr 2008 gingen 15 Wagen des TER Centre nach Gabun.
Es sind ungefähr 26 Wagen in Europa erhalten geblieben, darunter einer in der Cité du Train in Mulhouse.

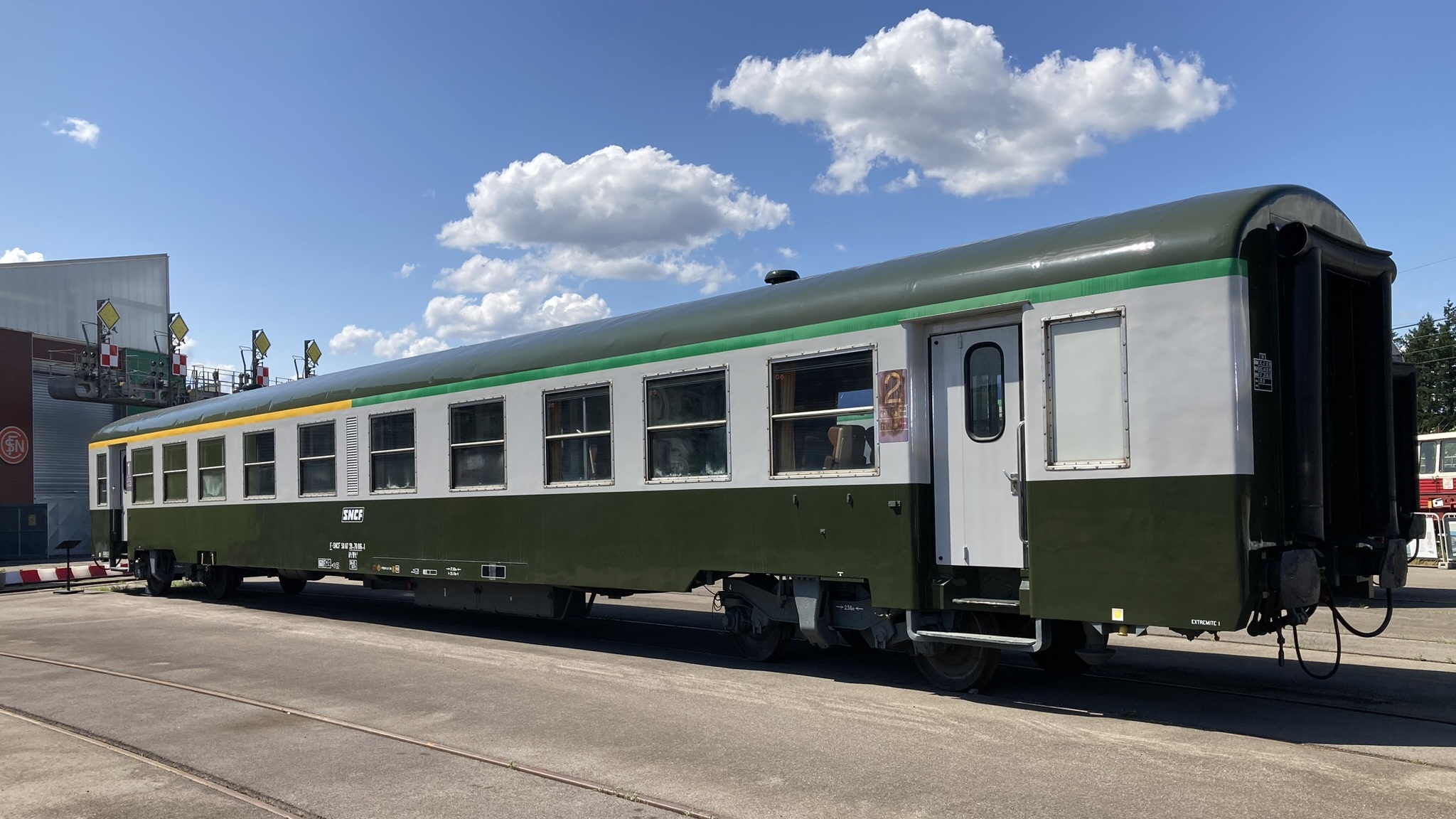
Umgebauter USI-Wagen A^{2}t^{2}B^{2}t^{2} in der Cité du Train

## Technik
Die USI-Wagen waren die ersten Großraumwagen der SNCF. Die Wagen der 2. Klasse verfügten über 80 Sitzplätze in einer 2+2-Bestuhlung mit einer Glastrennwand in der Mitte, die den Raucher- vom Nichtraucherbereich trennte. Die Wagen der 1. Klasse boten 48 Sitzplätze, wobei zwei kleine Großraumabteile mit je 12 Sitzplätzen in 2+1-Bestuhlung vier Seitengangabteile mit je 6 Sitzplätzen in der Wagenmitte einrahmten. In beiden Wagenklassen befanden sich an beiden Wagenenden Toiletten.
Die Wagen wurden mit drei verschiedenen Drehgestellen geliefert. Die ersten 120 Wagen der 2. Klasse waren für 140 km/h zugelassen. Sie waren mit Y16IS-Drehgestellen ausgerüstet, die von den Schwanenhals-Drehgestellen der DEV- und OCEM-Wagen abgeleitet waren. Es folgten 160 Wagen mit Y24C-Drehgestellen mit Kunststoffbremssohlen, ebenfalls für 140 km/h zugelassen. Die restlichen 523 Wagen wurden mit Y28D-Drehgestellen mit geschweißtem H-Rahmen gebaut. Sie waren zunächst für 150 km/h, später für 160 km/h zugelassen.